# Anne Féconde Noah
Pour les articles homonymes, voir Noah.
Anne Féconde Noah Biloa, née le 8 juillet 1984 à Yaoundé, est une femme politique camerounaise. Depuis 2018, elle est la première Vice-présidente du Parti camerounais pour la réconciliation nationale PCRN et porte parole de Cabral Libii, président national dudit parti politique. En 2021, elle est désignée meilleure révélation féminine politique au Cameroun.

## Biographie
Enfance, éducation et débuts
Anne Féconde Noah est née le 8 juillet 1984 à Yaoundé, ville où elle effectue tout son cursus scolaire, des études primaires aux études supérieures.
Juriste d’affaires, elle est la  Présidente du cabinet Compétences SAS. Elle est également porteuse d'affaires au collège de paris formation et Directrice de Publication Déléguée du journal Capitale info.
En politique, Anne Féconde est la  première Vice-présidente du Parti camerounais pour la réconciliation nationale PCRN et porte parole de Cabral Libii, président national dudit parti politique.

### Réalisations
En 2020, elle lance l''hashtag "Je veux  ma cni",  une initiative visant à mettre la pression sur les autorités, afin que ces dernières soient plus diligentes et permettent  aux  nombreux Camerounais en attente depuis des mois, voire des années, d’entrer enfin en possession de  leurs cartes nationales d'identités,.

#### Vie privée
Mère d'un enfant, Anne Féconde Noah est mariée à l'avocat camerounais Christian Ntimbane Bomo. Il est  un soutien du Professeur Maurice Kamto du Mouvement pour la Renaissance du Cameroun, MRC.

## Prix et distinctions
Ses prises de position pour les personnes défavorisées et surtout pour son combat pour la délivrance des cartes nationales d'identité à ses compatriotes lui ont valu quelques lauriers.
- Meilleure révélation féminine  politique au  Cameroun en 2021[5].
- Une des 22 meilleures personnalités camerounaises  2021, au terme d'une enquête menée par le journal Sens politique, effectuée sur un échantillon de plus de mille Camerounais[5].